# Ferencváros
Ferencváros (også kaldet Distrikt IX) er en bydel i Budapest. 
Bydelen er bl.a. hjemsted for idrætsklubben Ferencvárosi TC og dens hjemmebane på Groupama Arena med plads til 23.698 tilskuere.
47°28′N 19°05′Ø / 47.47°N 19.08°Ø